# Penusupan (Pangkah)
Penusupan is een bestuurslaag in het regentschap Tegal van de provincie Midden-Java, Indonesië. Penusupan telt 7412 inwoners (volkstelling 2010).